# Ponte de Ponte Sampaio
A Ponte de Ponte Sampaio é uma ponte medieval que atravessa o rio Verdugo entre a paróquia civil de Ponte Sampaio, no município de Pontevedra, e a paróquia civil de Arcade, no município de Souto Maior,   em Espanha.

## História
A ponte foi construída sobre uma fundação romana. As primeiras referências a esta ponte datam dos séculos X e XI, quando foi chamada "Ponti Sancti Pelagli de Lutto" (Ponte de San Paio de Lodo) e pertenceu aos Condes de Borgonha. A mítica fortaleza de San Paio de Lodo estava localizada perto desta ponte, o local onde os exércitos da rainha Urraca I de Leão e Castela e do Arcebispo Gelmires lutaram. Em 997, Almançor atravessou-a, destruindo a fortaleza que a defendia. Quem quisesse atravessar o rio junto à ponte tinha de pagar uma portagem, mas graças ao arcebispo de Santiago de Compostela, Diego Gelmires, esta prática terminou no século XII.
A ponte testemunhou a Batalha de Ponte Sampaio contra a invasão francesa, que teve lugar em 7 e 8 de Junho de 1809 sob intensos tiros nas duas margens do rio Verdugo e na qual os franceses foram derrotados.,

## Descrição
É uma ponte de pedra com 144 metros de comprimento e dez metros de largura. Tem dez arcos quebrados de meia ponta com grandes talhamares entre eles. Tem um parapeito de pedra e foi amplamente modificada e reconstruída nos séculos XVI e XVIII.
A ponte faz parte da estrada PO-264 e pertence à rede rodoviária da Junta da Galiza. O Caminho Português de Santiago atravessa a ponte.

## Cultura
Na praça de Espanha de Pontevedra encontra-se o monumento aos heróis de Ponte Sampaio. A parte central em granito simboliza um dos pilares da ponte de Ponte Sampaio, onde teve lugar a maior parte da batalha de 1809.

## Galeria

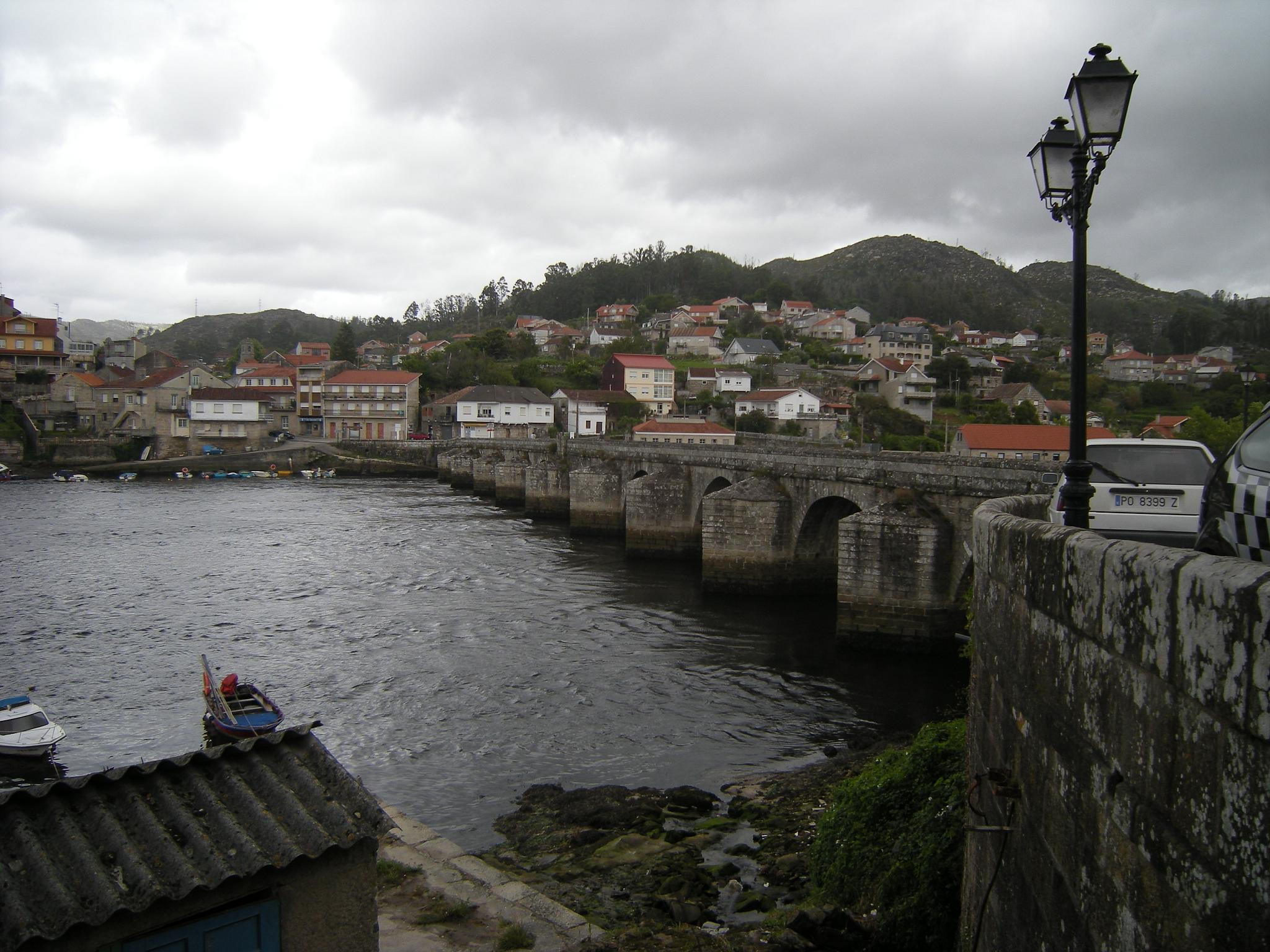
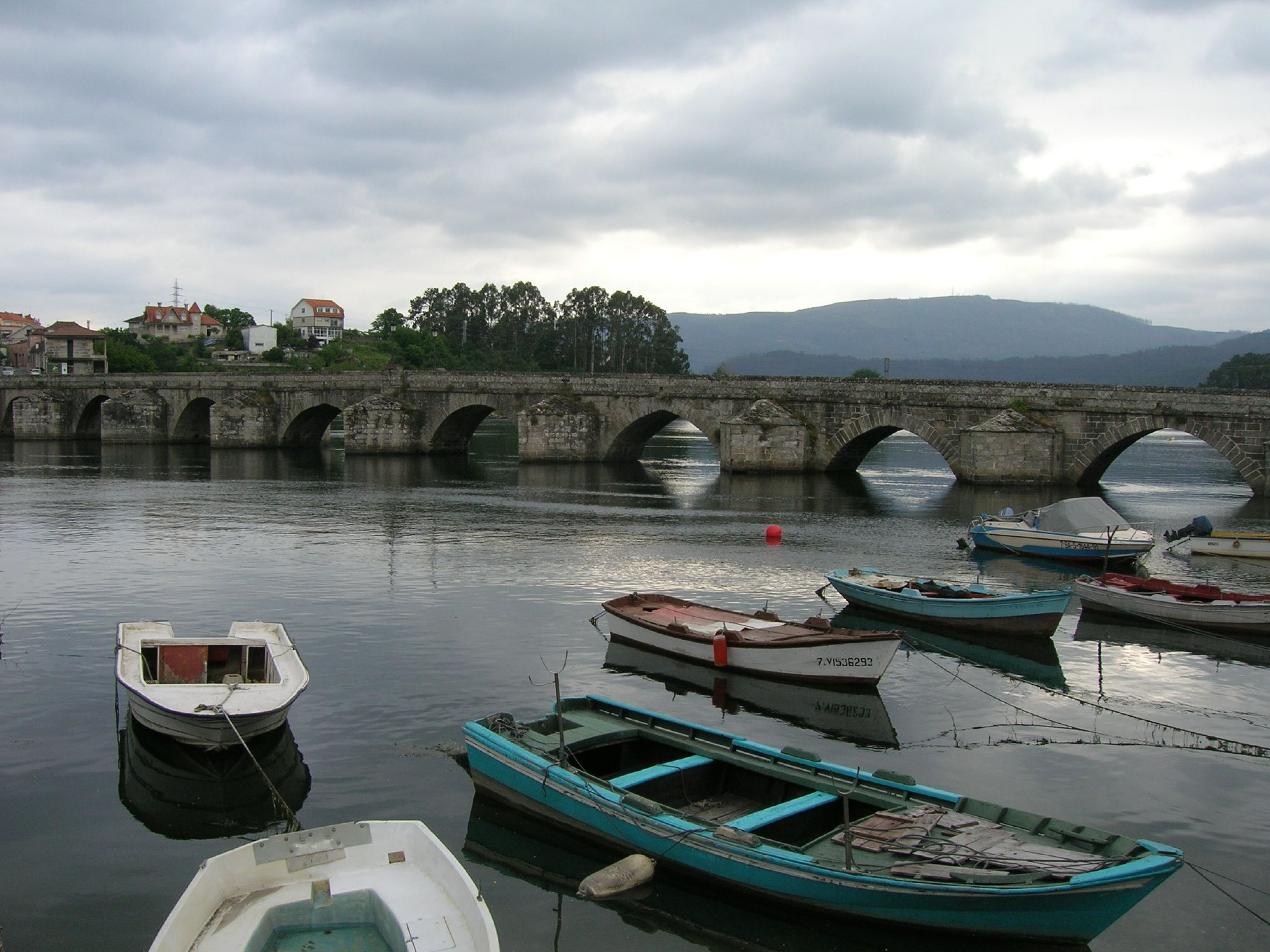
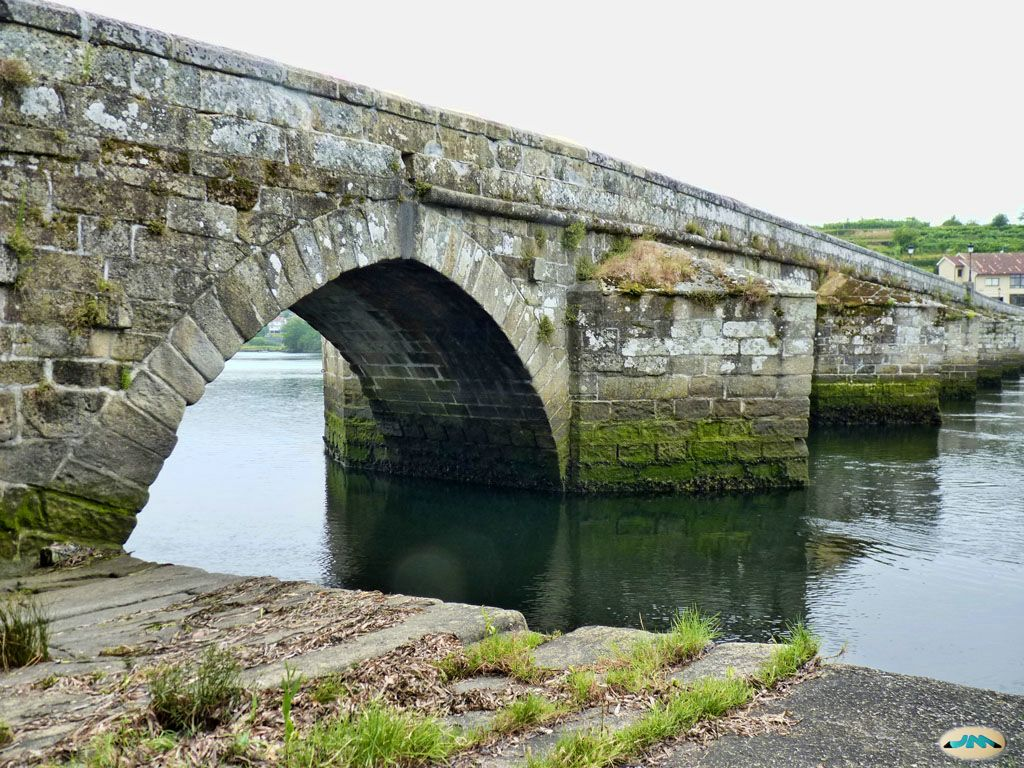
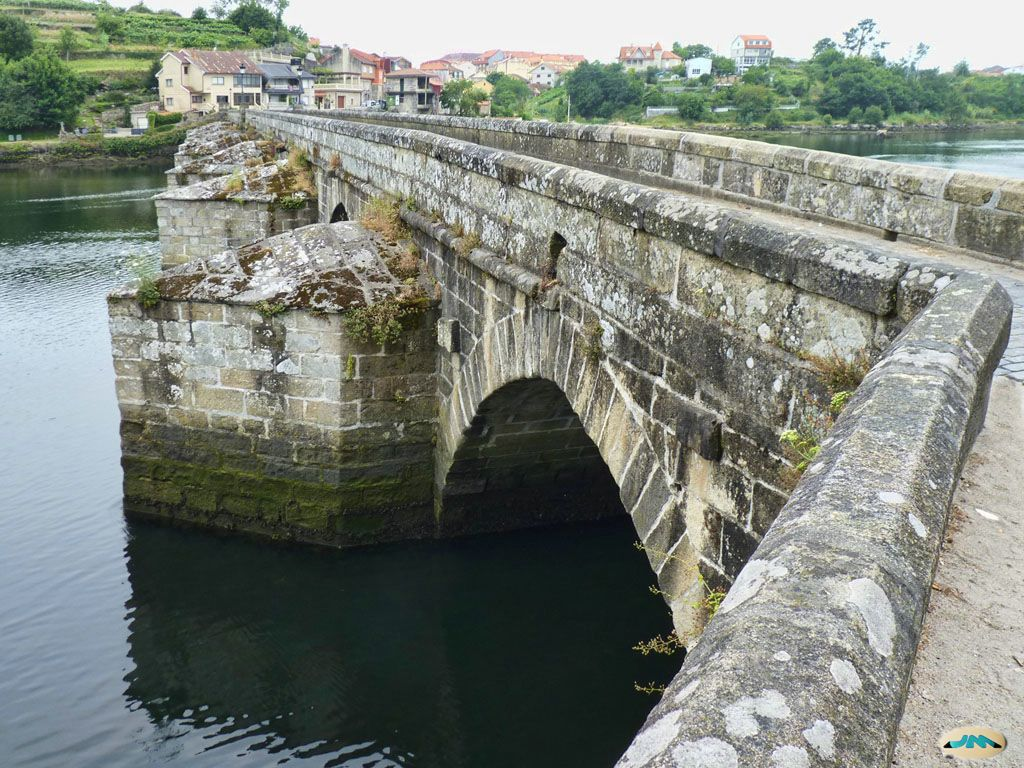
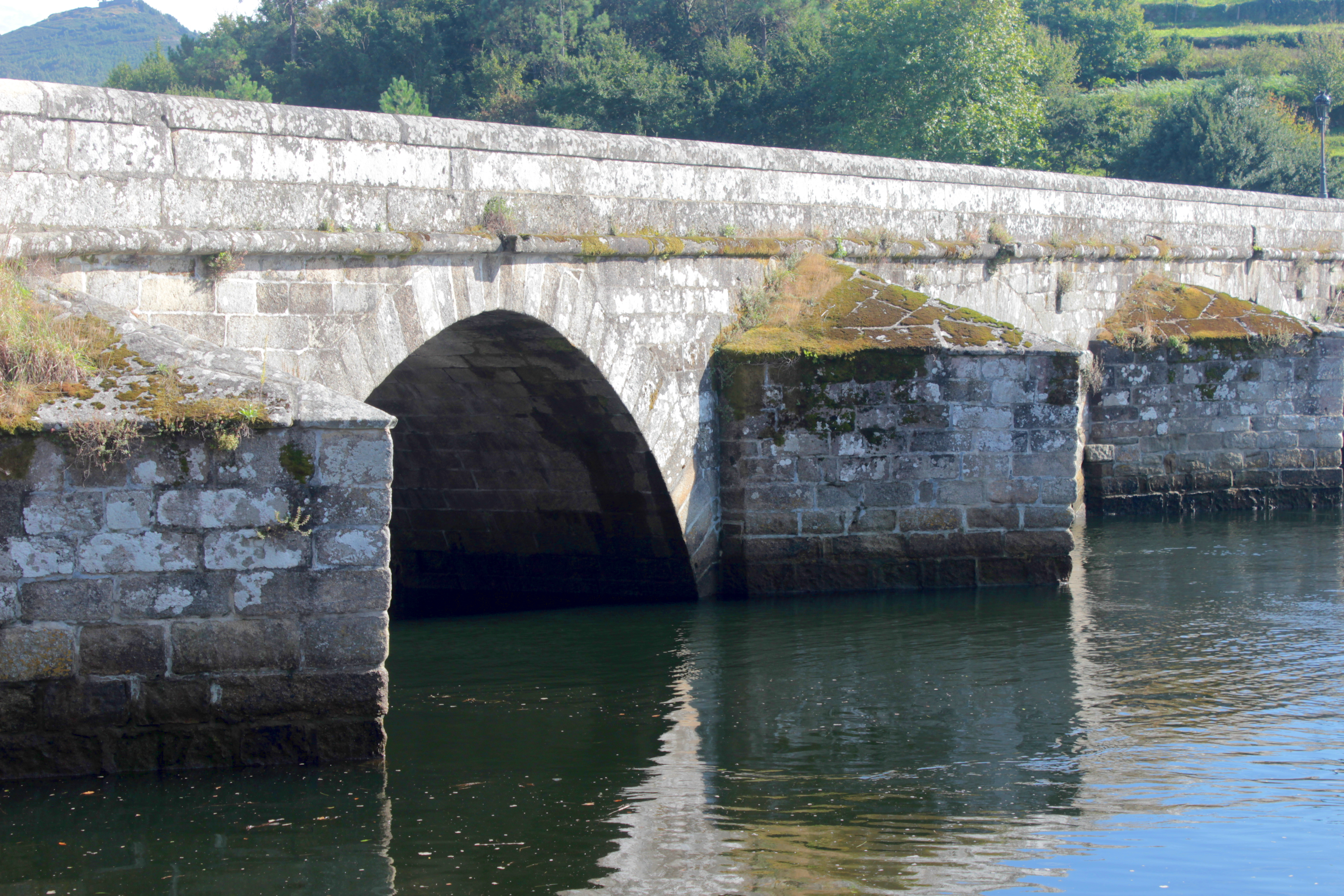
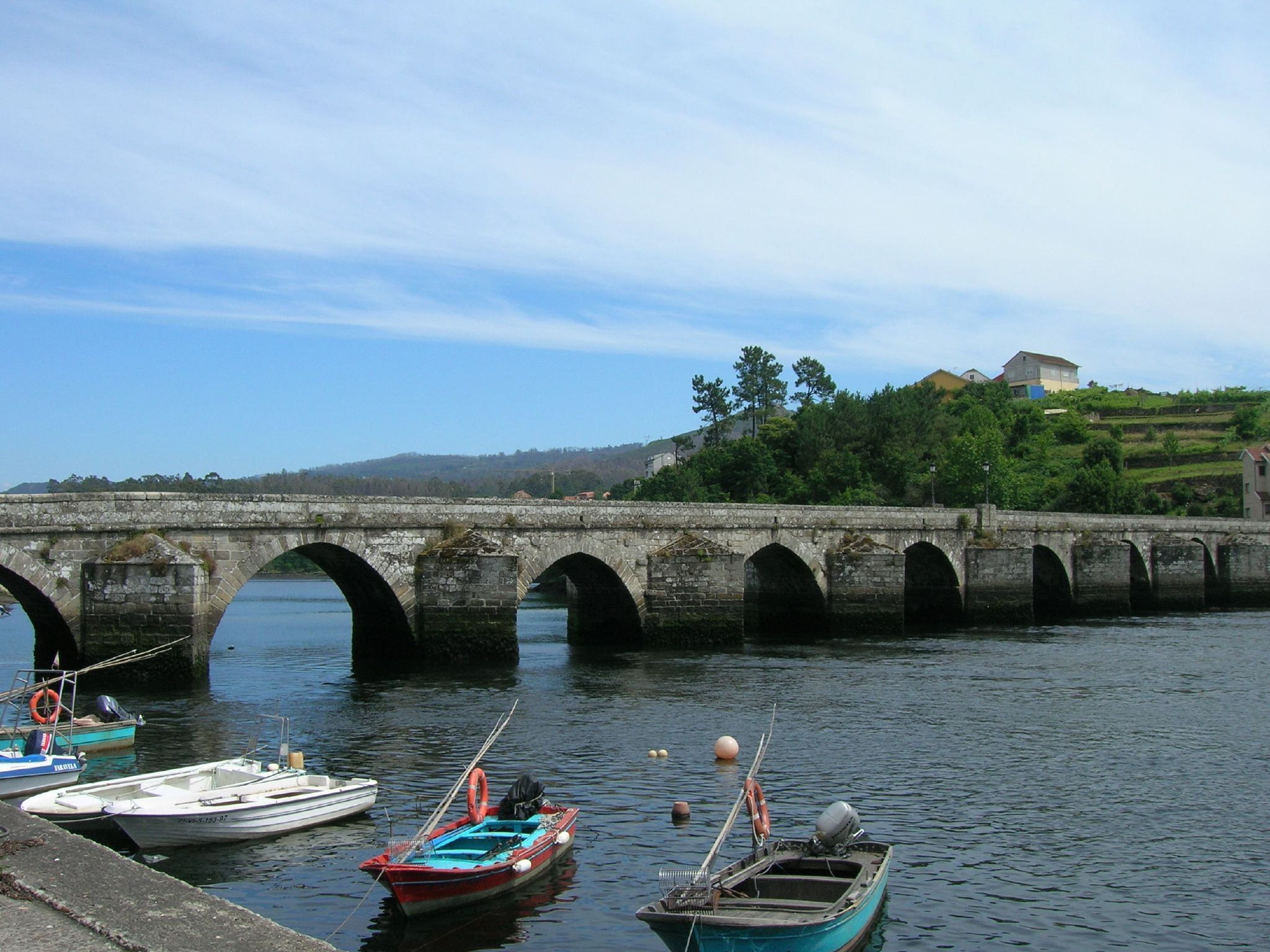
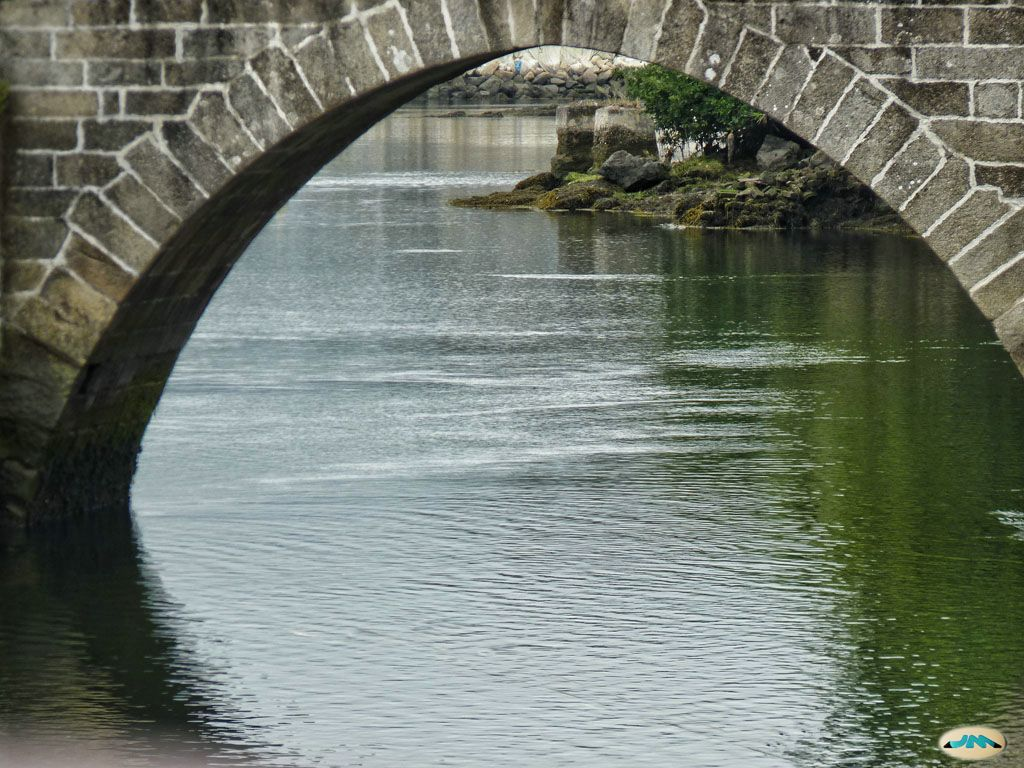
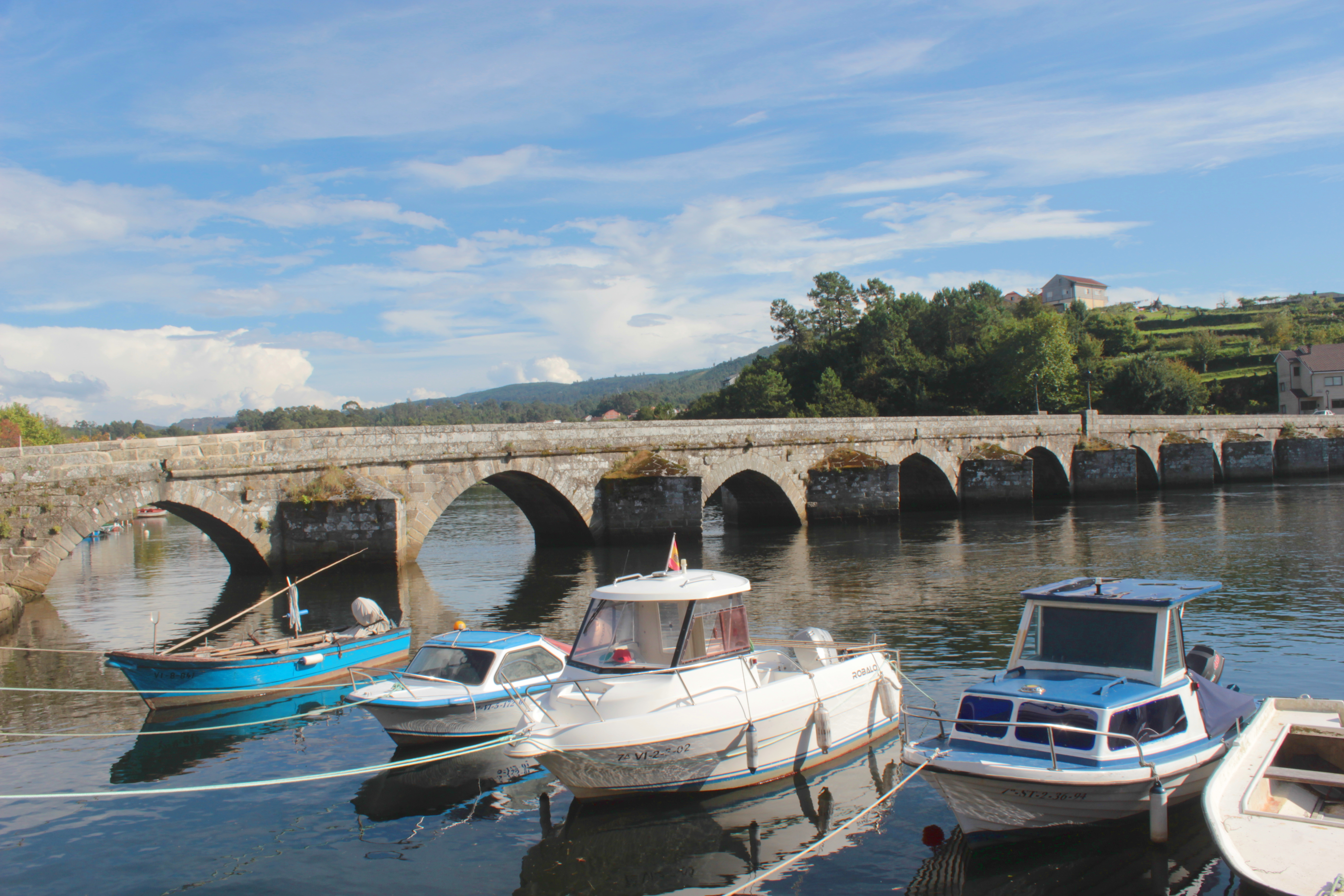

### Artigos relacionados
- Ponte do Burgo
- Ponte de Santiago
- Ponte da Barca
- Ponte dos Tirantes
- Ponte das Correntes